# ユディトとホロフェルネス (プレーティ)
『ユディトとホロフェルネス』（伊: Giuditta e Oloferne、英: Judith and Holofernes）は、イタリア・バロック期の画家マッティア・プレーティが1653–1656年にキャンバス上に油彩で制作した絵画である。『旧約聖書』中の「ユディト記」に登場するヒロインの女性ユディトを主題としている。来歴が記録文書によって詳細に裏づけられる作品で、現在、ナポリのカポディモンテ美術館に所蔵されている。

## 歴史

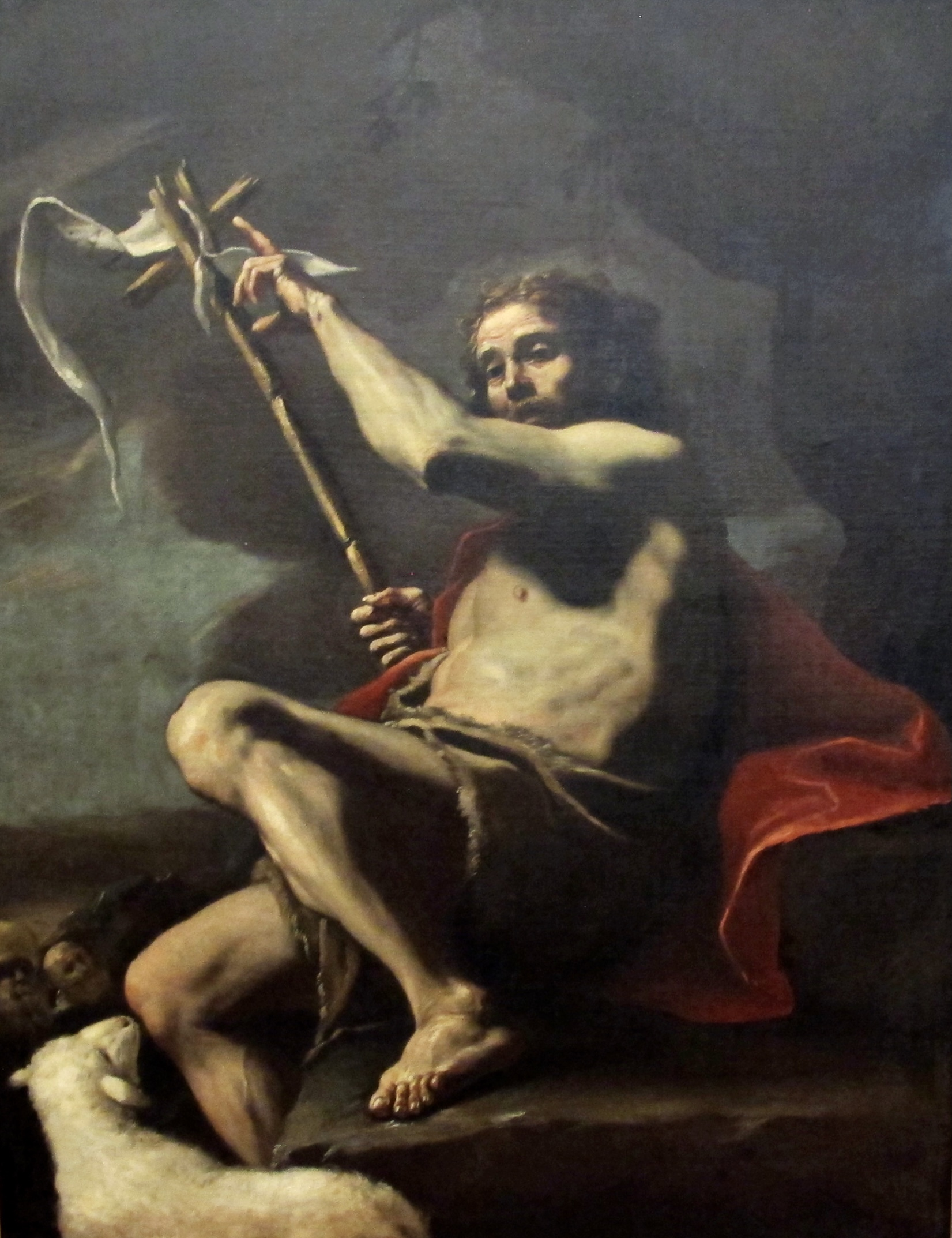
マッティア・プレーティ『洗礼者聖ヨハネ』 (1653-1656年ごろ)、カポディモンテ美術館、ナポリ

本作は、カラブリアの弁護士ドメニコ・ディ・ソンマ の1659年の遺言で最初に言及されている。この遺言には、プレーティのもう1点の絵画『洗礼者聖ヨハネ』もいっしょに記されている。ディ・ソンマのこれら遺贈品は、やはりカラブリア出身の彼の協力者兼友人のアントニオ・ララッタの手に渡った。数年前にプレーティがローマのサンタンドレア・デッラ・ヴァッレ教会の神父たちと争議があった際、彼らは2人ともプレーティの弁護士を務めていた。その争議とは、プレーティが聖アンドレの生涯を主題として制作したフレスコ画連作の支払いに関するものであった。
1685年のララッタの死に際し、本作は『洗礼者聖ヨハネ』とともにナポリのカラブリア人社会の生活の中心であったサン・ドメニコ・ソリアーノ教会 に収蔵された。かくして、2点の絵画は、ディ・ソンマの遺言に以前示された希望通りであったララッタの遺言により、ディ・ソンマが埋葬された礼拝堂 (主祭壇の一番手前の右側) の2つの側壁に掛けられた。
1806年の教会と修道院の財産没収に伴い、本作と『洗礼者聖ヨハネ』、そしてプレーティがナポリにやってきて最初に描いた、サン・ドメニコ・ソリアーノ教会内ガッロ＝コッシア礼拝堂用の絵画『聖ニコラウス』は接収され、パラッツォ・デッリ・ストゥーディ (現在のナポリ国立考古学博物館) のブルボン家のコレクションに移された。しかしながら、最初から美術館に掛けられた『聖ニコラウス』とは異なり、本作は1870年になってようやく常設展示作品の目録に登場している。というのは、本作は当初、収蔵庫に収められ、1839年に支持体のキャンバスになされた修復作業を受けたからである。

## 作品
「ユディト記」によれば、イスラエルの町べトゥリアにはユディトと呼ばれる若い未亡人がいた。当時、アッシリアの司令官ホロフェルネスは周辺国を征服し、べトゥリアを包囲した。彼は井戸を占拠し、住民の水源を抑えるという非道な戦術を取る。この時、ユディトは喪服を脱ぎ、侍女を1人伴うだけで敵の陣地に乗り込んでいった。ホロフェルネスのもとに身を寄せた彼女は、「ベトゥリアを見限ったので、私が町を案内しましょう」と彼に嘘をつき、信用させる。ホロフェルネスはユディトの美貌に魅了され、彼女と酒をともにしているうちに眠りこけてしまう。彼女は隠し持っていた刀で彼の首を切り落とすと、袋に入れてべトゥリアの町に凱旋した。翌日、司令官ホロフェルネスを失ったアッシリア軍は戦意を失い、逃げ去ったので、べトゥリアは救われることになった。
絵画の場面はテントの暗い内部に設定されている。そこでは、ユディトからユダヤ人がすぐに敗北すると信じ込まされたアッシリア軍の将軍ホロフェルネスが眠っている。2人は、周囲の闇とは対照的に非常に強い光に照らされているように見える。ユディトはホロフェルネスの首を斬った後、両腕にその頭部を抱え、明らかに悲し気な表情をしている。彼女は神の意志を成し遂げたと確信しているかのように上を見上げている。画面左端の侍女は頭部に照明が当てられ、かろうじて闇の中にその姿が見られる。彼女は、おぞましい戦利品を受け取ろうとしている。一方、斬首され、部分的に裸体のホロフェルネスはベッドの上に横たわり、その首からは血が流れ出ている。絵画に見られるキアロスクーロは、明らかにカラヴァッジョに影響を受けたものである。
ナポリの画家たちの伝記作者であったベルナルド・デ・ドミニチは、本作がナポリの画家たちに歓迎された様子を語っている。また、当時、若くしてすでに才能を発揮していたルカ・ジョルダーノは、本作を「非常に優れている」と評した。